# Wojkowskaja
Wojkowskaja (ros. Войковская – Wojkowska) – stacja moskiewskiego metra linii Zamoskworieckiej (kod 039) położona w północnym okręgu administracyjnym Moskwy w rejonie Wojkowskij. Nazwana na cześć bolszewika Piotra Wojkowa, który miał związek z zabójstwem rodziny cara Mikołaja II. W związku z tym pojawiły się pomysły zmiany nazwy stacji wysunięte m.in. przez stowarzyszenie Memoriał (Мемориал) i posła Dumy. Wyjścia prowadzą na Leningradskoje Szosse, Płoszczad' Ganeckogo i ulicę Kosmodiemianskich.

## Konstrukcja i wystrój
Jednopoziomowa, płytka stacja kolumnowa z jednym peronem. Zbudowana według standardowego projektu z lat 60. metodą otwartych wykopów. Posiada dwa rzędy 40 kolumn pokrytych białym marmurem. Ściany nad torami obłożono białymi i czarnymi płytkami ceramicznymi, a podłogi szarym granitem.